# Чона
Чо̀на е река в Азиатската част на Русия, Източен Сибир, Иркутска област и Република Якутия (Саха), десен приток на Вилюй (влива се във Вилюйското водохранилище). Дължината ѝ е 802 km, която ѝ отрежда 68-о място по дължина сред реките на Русия.
Река Чона води началото си от крайната западна част на Приленското плато (югоизточната част на Средносибирското плато), на 497 m н.в., в северната част на Иркутска област. По цялото си протежение реката тече на север между Средносибирското плато на северозапад и Приленското плато на югоизток. В горната част долината ѝ е тясна, течението бързо, изобилстващо от прагове, водопади и бързеи. По-надолу долината се разширява, появява се обширна заливна тераса, по която реката силно меандрира, като образува слепи езера „старици“ и се разделя на ръкави с дълги и тесни острови между тях. След това долината ѝ отново се стеснява и вдълбава, а скоростта на течението се увеличава. След като излезе от теснините Чона тече по широка и равна местност, изпъстрена с множество езера. Влива се в дългия и тесен Чонски залив на Вилюйското водохранилище на 244 m н.в., като близо 300 km от долното ѝ течение е „удавено“ от водите на водохранилището. Преди изграждането на водохранилището Чона се е вливала отдясно в река Вилюй, при нейния 1510 km, в Република Якутия (Саха).
Водосборният басейн на Чона има площ от 40,6 хил. km2, което представлява 8,94% от водосборния басейн на река Вилюй и се простира в крайните северни части на Иркутска област и югозападните части на Република Якутия (Саха).
Границите на водосборния басейн на реката са следните:
- на северозапад и изток – водосборните басейни на реките Улахан-Ботуобуя и други по-малки, вливащи се отдясно във Вилюй;
- на югоизток – водосборните басейни на реките Нюя, Пеледуй и други по-малки, леви притоци на Лена;
- на запад – водосборния басейн на река Долна Тунгуска, десен приток на Енисей.

Река Чона получава над 70 притока с дължина над 15 km, като 5 от тях са с дължина над 100 km:
- 300 ← Вакунайка 362 / 10 100, на границата между Иркутска област и Република Якутия (Саха)
- 261 → Мархая 109 / 3580, Иркутска област
- 148 ← Ичода 105 / 2930, във Вилюйското водохранилище, Република Якутия (Саха)
- 72 → Джекинде 158 / 2380, във Вилюйското водохранилище, Република Якутия (Саха)
- 57 → Делинде 122 / 1660, във Вилюйското водохранилище, Република Якутия (Саха)

Подхранването на реката е смесено, като преобладава снежното. Режимът на оттока се характеризира с кратки и високи (месец май) пролетни води и продължително лятно-есенно маловодие, прекъсвано от епизодични (от 1 до 3) големи прииждания в резултат от поройни дъждове. Среден многогодишен отток в долното течение 93,3 m3/s, което като обем представлява 2,945 km3/год., максимален 2100 m3/s, есенен 8,55 m3/s, минимален (зимен) 0,92 m3/s. Река Чона замръзва в средата на октомври, а се размразява в средата на май. В горното течение замръзва до дъното.
По течението на река Чона няма постоянни населени места.
Поради множеството прагове и бързеи реката не е плавателна.